# Su Nioj
«Su Nioj» es una canción de Sonic Youth y un sencillo de la banda publicado en 1992 en CD, que fue incluido en el libro Sonic Life de Guido Chiesa.

## Lista de canciones
| Su Nioj |                          |          |  |
| N.º     | Título                   | Duración |  |
| 1.      | «Su Nioj»                | 5:01     |  |
| 2.      | «Shaking Hell» (en vivo) | 3:36     |  |
| 3.      | «Little Jammy Thing»     | 2:23     |  |
| 11:00   |                          |          |  |

Su Nioj es una versión inicial del tema «Rain King» del álbum Daydream Nation de 1998; Shaking Hell se grabó en un concierto en Groninga, Países Bajos, el 24 de noviembre de 1983; y el tema Little Jammy Thing, por su parte, fue grabado el 8 de agosto de 1991.